# Н’Дур, Алассан
Алассан Н’Дур (фр. Alassane N'Dour; род. 12 декабря 1981, Дакар) — сенегальский футболист, выступавший на позиции полузащитника. Играл за французские клубы «Сент-Этьен», «Труа», английские «Вест Бромвич Альбион» и «Уолсолл», а также за греческий клуб «Докса».

## Международная карьера
Алассан Н’Дур попал в состав сборной Сенегала на Чемпионате мира 2002 года. Из 5-и матчей Сенегала на турнире Н’Дур появился на поле лишь в одном: во третьей игре группового турнира против сборной Уругвая. В игре с уругвайцами Н’Дур вышел в стартовом составе и был заменён на 76-й минуте на полузащитника Амди Фе.